# Parasmittina serruloides
Parasmittina serruloides is een mosdiertjessoort uit de familie van de Smittinidae. De wetenschappelijke naam van de soort is voor het eerst geldig gepubliceerd in 2009 door Harmelin, Bitar & Zibrowius.